# Cyllopoda jatrophae
Cyllopoda jatrophae là một loài bướm đêm trong họ Geometridae.